# Удодов, Александр Евгеньевич
Александр Евгеньевич Удодов (род. 10 июня 1969, Кизилюрт, Дагестанская АССР) — российский предприниматель, девелопер, менеджер.

## Биография
Александр Евгеньевич Удодов родился 10 июня 1969 года в городе Кизилюрт Дагестанской Автономной Советской Социалистической Республики, СССР.
В 1989—1991 году проходил службу в рядах Советской армии.
В 2001 году окончил Киевский университет права НАНУ по специальности «правоведение».

## Бизнес
В 2010—2014 годах — вице-президент «Итера Груп» (глава группы — миллиардер Игорь Макаров), где занимался инвестиционными проектами в сфере недвижимости.
С 2015 года — член правления ООО «Евразийский трубопроводный консорциум», мажоритарный владелец ряда предприятий в области недвижимости и производства продуктов питания.

### Грибная радуга
В 2015 году вместе с бизнесменом Олегом Логвиновым основал компанию по производству культивируемых  шампиньонов «Грибная радуга». В июле 2017 состоялось открытие крупного импортозамещающего проекта по тепличному производству шампиньонов «Грибная радуга» в Курской области. Основным акционером компании стал Александр Удодов. С вводом в мае 2018 года второй очереди комплекса, предприятие стало крупнейшим в России производителем шампиньонов мощностью 8 тысяч тонн в год. Губернатор Курской области Александр Михайлов высоко оценил вклад «Грибной радуги» в развитие экономики региона. 26 сентября 2019 года была открыта третья очередь агрокомплекса, что позволит ежегодно производить до 17 тыс. тонн свежих шампиньонов и занять 20 % российского рынка в данном сегменте. По итогам 2020 компания построила и установила оборудование четвертой производственной очереди, что позволит увеличить объемы производства до 30 000 тысяч тонн в год. Общий объем инвестиций в производство за три года составил около 10 млрд рублей.
В ноябре 2020 года премьер-министр Михаил Мишустин подписал постановление, признающее грибы сельхозпродукцией. Для отрасли это означало снижение ставки налога на прибыль до 0 %.
В сентябре 2023 года компания «Агрогриб» перешла в собственность топ-менеджеров ряда компаний Александра Удодова, сделав его лидером по производству грибов в России (45 тыс. из 128 тыс. тонн ежегодного производства).

### Aforra Group
Владеет группой компаний Aforra Group, которая предоставляет полный комплекс услуг в сфере девелопмента. До 2019 года Александру Удодову принадлежал крупный портфель коммерческой недвижимости, в который входили крупный люксовый торговый центр «Гименей», а также ТЦ «У Речного», ТЦ «Дубки» в Одинцово, ТЦ «Атлас» в Обнинске Калужской области. В 2015 году он выкупил у розничной сети «Детский мир» торгово-офисное здание «Детская галерея „Якиманка“», которое было переустроено в люксовую торговую галерею «Якиманка 26». В 2019 году Удодов продал московские торговые галереи «Гименей» и «Якиманка 26», а также ТЦ «Атлас» в Обнинске.

### VG Cargo
В 2004 году Удодов приобрел мажоритарный пакет немецкой сервисной компании по наземной обработке авиагрузов VG Cargo GmBh. Компания базируется в аэропорту Франкфурт-Хан. В октябре 2022 года бизнесмен вышел из состава акционеров  VG Cargo GmbH.

### Термы
В 2016 году по инициативе Александра Удодова, Министерства курортов, туризма и олимпийского наследия Краснодарского края и администрации Белореченского района стартовал проект строительства современного бальнеологического курорта на базе пансионата «Солнечный» в Краснодарском крае. В конце августа 2019 года бальнеологический санаторий «Термы» был открыт в хуторе Кубанском, Белореченского района Краснодарского края. Оздоровительный комплекс на базе термального источника может принимать до 5000 посетителей ежегодно. Совладельцем комплекса является Александр Удодов.

### Букмекерство
13 апреля 2022 года Александр Удодов стал единственным владельцем компании «Пин-Ап.ру», по лицензии которой работают букмекерские компании «Фонбет» и «Парибет». На момент приобретения эти букмекерские компании составляли порядка 40 % легального рынка РФ. По данным издания «The Bell» Удодов перестал быть владельцем обеих букмекерских контор 13 мая 2022 года.

## Собственность
Согласно расследованию ФБК, Удодов в 2009 году подарил несколько земельных участков на Рублевке с двумя домами родной сестре Председателя правительства РФ Михаила Мишустина. BBC отмечает, что согласно данным Росреестра за 2009 год эти дома были подарены Удодовым Стениной, однако в дальнейшем имя получателя было удалено из Росреестра (но осталось в базе ФНС недвижимость). После женитьбы на Наталии Стениной Александр Удодов подарил ей несколько земельных участков на Рублевке с двумя домами, которые приобрел в 2006 году.
Согласно расследованию Фонда борьбы с коррупцией, которое касается семьи Михаила Мишустина, Удодов в 2009—2010 годах приобрёл шесть квартир в Нью-Йорке. ФБК в своем расследовании отмечает, что квартиры были приобретены в том же здании, в котором тремя неделями ранее другие квартиры были куплены кипрской компанией Prevezon Holdings, связанной с «Делом Магнитского». В 2018 году, согласно расследованию ФБК, Удодов продал эти квартиры. «Ведомости», проверившие расследование Навального, установили, что изначально владевшие квартирами фирмы принадлежали компании Pine Investors Management. Ее собственником был Валентин Ласков, который утверждал в интервью деловому изданию «Газета.ru», что квартиры были приобретены за кредитные деньги и проданы Удодову в счет погашения долгов в условиях падения цен на рынке.
28 февраля 2020 года Яндекс удалил из поисковой выдачи некоторые ссылки об Александре Удодове. Ссылки были удалены на основании решений судов по искам Удодова о защите чести, достоинства и деловой репутации.
3 июля 2020 года Александр Удодов подал в Люблинский районный суд Москвы иск о защите чести, достоинства и деловой репутации к основателю ФБК Алексею Навальному. Иск был связан, в том числе, с расследованием ФБК о бывших нью-йоркских квартирах Александра Удодова. 18 декабря 2020 года суд удовлетворил иск Александра Удодова и обязал Алексея Навального в течение семи дней удалить распространенные в отношении Александра Удодова сведения из аккаунта (блога) в сети интернет и опровергнуть их, а также взыскал с основателя ФБК в пользу истца 350 тысяч рублей.
По данным совместного расследования «Dubai Unlocked» Центра по исследованию коррупции и организованной преступности, Удодов владел двумя квартирами в Дубае, которые позже продал в феврале 2023 года. На май 2024 года Удодову принадлежит квартира в Дубае площадью 200 кв.м, в комплексе «Marina Residences 3», стоимость которой оценивается в 1 млн долларов.

## Официальные расследования
После покупки Удодовым отеля в Швейцарии в 2007 году швейцарская прокуратура возбудила против него уголовное дело об отмывании денег. В октябре 2013 года не получив разрешения на перестройку отеля, Удодов продал отель, а в январе 2014 года прокуратура прекратила уголовное дело.
В 2013 году прокуратура немецкого города Кобленц завела предварительное производство в соответствии со статьей 261 Уголовного кодекса Германии (отмывание денег) в отношении Удодова и одного из управляющих директоров его немецкой компании «VG Cargo». Гендиректор компании VG Cargo GmbH Виктор Горнак заявил, что под публикациями СМИ об уголовном деле нет никакой юридической базы. VG Cargo находится под постоянным контролем немецких налоговых, авиационных, таможенных, банковских и других контрольно-разрешительных структур. Правоохранительными органами была проведена проверка и никаких нарушений выявлено не было. По данным издания «Открытые медиа», это могли быть деньги, похищенные в России с помощью махинаций с возвратом НДС, речь шла о сумме в 5,2 миллиарда рублей. Удодов проходил свидетелем по этому делу в 2011 году, однако оснований для привлечения его к ответственности не нашлось..

## Благотворительная деятельность
В 2007 году Удодов и Наталья Стенина совместно учредили благотворительный фонд «ПРОМИС» (прекратил деятельность в 2014 году) и московскую областную общественную организацию «Хоккейный клуб Спортима» (прекратила деятельность в 2018 году).
Удодов участвует в финансировании ряда благотворительных организаций «Мир для всех», центр помощи детям-инвалидам «Лука», и реконструкции Палеостроовского Рождественского монастыря, расположенного на острове Палей в Онежском озере.
С 2009 года Александр Удодов принимает участие в восстановлении Корнилие-Палеостровского монастыря на острове Палий в Карелии. Монастырь был почти полностью разрушен в советское время.

## Личная жизнь
Александр Удодов был женат два раза, от первого брака есть дочь. С 2008 по 2020 был женат на Наталии Стениной, родной сестре Михаила Мишустина. Общих детей у них не было.

## Санкции
24 февраля 2023 года, из-за вторжения России на Украину, Удодов и связанные с ним компании внесены в санкционный список США. Минфин США отмечает, что Удодов «связан деловыми отношениями как с Мишустиным, так и с сестрой Мишустина. Удодова также подозревают в манипулировании доходами от налога на добавленную стоимость и отмывании денег».